# Гуманітарно-технічний інститут (Харків)
Гуманітарно-технічний інститут — колишній приватний заклад вищої освіти (підприємство громадської організації) ІІІ рівня акредитації, який існував у Харкові в 1996—2007 роках.

## Історія
Заснований 1996.
Створений у подвійному статусі представництва московського Сучасного гуманітарного університету (нині  Сучасна гуманітарна академія) та українського вишу. Став першим закладом вищої освіти України, який пропонував дистанційне навчання за російською програмою, та був одним з найбільших центрів дистанційної освіти в Україні.
Припинив існування 2007 року.

## Освітній процес
Інститут впроваджував авторську дистанційно-активну технологію освіту, за якою третину часу студенти навчалися в аудиторіях, і ще третину часу працювали самостійно з тьютором-консультантом. У 80% навчального процесу використовувалися відеолекції, комп'ютерні навчальні програми, комп'ютерні тестування та інші онлайн-технології.
Випускники могли отримати державні дипломи бакалавра Росії та України, молодшого спеціаліста України, а також британські сертифікати. Після здобуття диплома бакалавра інститут пропонував здобуття диплома спеціаліст у Харківському національному університеті внутрішніх справ або Харківському інституті бізнесу та менеджменту.

## Структура, спеціальності
Здійснював підготовку за спеціальностями:
- економіка;
- інформатика;
- лінгвістика;
- менеджмент;
- психологія;
- юриспруденція.

Полтавська філія (36008, м. Полтава, вул. Автобазівська, 7) надавала освіту зі спеціальностей:
- юриспруденція;
- економіка;
- психологія.

Крім того, мав філії у Вінниці, Донецьку, Києві та Миколаєві.